# Jurinella maculata
Jurinella maculata är en tvåvingeart som beskrevs av Vimmer och Victor Gerald Soukup 1940. Jurinella maculata ingår i släktet Jurinella och familjen parasitflugor.
Artens utbredningsområde är Peru. Inga underarter finns listade i Catalogue of Life.